# زهرة المال
زهرة المال (بالكورية: 돈꽃)؛ هو مسلسل تلفزيوني كوري جنوبي من بطولة جانغ هيوك، بارك سي يونغ ، جانغ سيونغ جو، عرض على قناة إم بي سي في 11 نوفمبر 2017 الى 3 فبراير 2018، تم بثه كل يومي والسبت من الساعة 8:45 مساءً حتى 11:00 مساءً بتوقيت (KST)، حلقتان في اليوم.

## القصة
تتحدث دراما “زهرة المال” عن الناس الذين يقودهم الجشع. نشأ “كانج بيل جو” في دار الأيتام، لكنه يعمل الآن كمدير لفريق قانوني في شركة. يُقر بذكائه وأدائه لوظيفته المثالية. غير أن بعض اللذين يعملون حوله يشعرون بالغيرة حياله. وفي الوقت نفسه “نا مو هيون” ناشطة بيئية وأستاذة علوم في مدرسة متوسطة. تتمتع بحسن الإصغاء وتضحك كثيراً، تحلم بأن تحظى بحب مقاداً بالقدر.

## الاستقبال
بدأت تقييمات المشاهدة لـ «زهرة المال» بنسبة متوسطة تبلغ 10.3٪ (وفقا AGB Nielson) في الحلقة الأولى. ارتفعت التقييمات تدريجيا مسجلة أرقامًا قياسية عالية كل أسبوع تقريبًا، لتتخطى نسبة 20% بحلول الحلقة العشرين. كما حققت الحلقة الاخيرة من المسلسل 4 ملايين مشاهدة بمتوسط تقييم 23.9% على مستوى البلاد.
| الموسم | الموسم | رقم الحلقة | رقم الحلقة | رقم الحلقة | رقم الحلقة | رقم الحلقة | رقم الحلقة | رقم الحلقة | رقم الحلقة | رقم الحلقة | رقم الحلقة | رقم الحلقة | رقم الحلقة | رقم الحلقة | رقم الحلقة | رقم الحلقة | رقم الحلقة | رقم الحلقة | رقم الحلقة | رقم الحلقة | رقم الحلقة | رقم الحلقة | رقم الحلقة | رقم الحلقة | رقم الحلقة | المتوسط     |
| الموسم | الموسم | 1          | 2          | 3          | 4          | 5          | 6          | 7          | 8          | 9          | 10         | 11         | 12         | 13         | 14         | 15         | 16         | 17         | 18         | 19         | 20         | 21         | 22         | 23         | 24         | المتوسط     |
| ------ | ------ | ---------- | ---------- | ---------- | ---------- | ---------- | ---------- | ---------- | ---------- | ---------- | ---------- | ---------- | ---------- | ---------- | ---------- | ---------- | ---------- | ---------- | ---------- | ---------- | ---------- | ---------- | ---------- | ---------- | ---------- | ----------- |
|        | 1      | 1.695      | 2.058      | 1.592      | 1.962      | 1.763      | 2.379      | 1.729      | 2.403      | 1.762      | 2.723      | 1.905      | 2.851      | 1.999      | 2.793      | 2.651      | 3.246      | 2.558      | 3.250      | 2.856      | 3.513      | 3.207      | 4.013      | 3.079      | 4.085      | ستُعلن لاحقًا |

| الحلقة | تاريخ البث الأصلي | متوسط حصة الجمهور | متوسط حصة الجمهور | متوسط حصة الجمهور       | متوسط حصة الجمهور       |
| الحلقة | تاريخ البث الأصلي | تقييمات TNmS      | تقييمات TNmS      | تقييمات إيه جي بي نيلسن | تقييمات إيه جي بي نيلسن |
| الحلقة | تاريخ البث الأصلي | على الصعيد الوطني | سيول              | على الصعيد الوطني       | سيول                    |
| ------ | ----------------- | ----------------- | ----------------- | ----------------------- | ----------------------- |
| 1      | 11 نوفمبر2017     | 10.4٪ (الرابع)    | 10.4٪ (الثالث)    | 10.3٪ (الرابع)          | 10.2٪ (الرابع)          |
| 2      | 11 نوفمبر2017     | 11.7٪ (الثاني)    | 12.2٪ (الثاني)    | 12.7٪ (الثاني)          | 12.6٪ (الثاني)          |
| 3      | 18 نوفمبر 2017    | 8.7٪ (السادس)     | 8.4٪ (الخامس)     | 10.5٪ (الخامس)          | 10.5٪ (الرابع)          |
| 4      | 18 نوفمبر 2017    | 10.2٪ (الثالث)    | 10.6٪ (الثالث)    | 12.8٪ (الثالث)          | 12.6٪ (الثالث)          |
| 5      | 25 نوفمبر 2017    | 9.0٪ (الثامن)     | 8.7٪ (الخامس)     | 11.4٪ (الثالث)          | 11.4٪ (الثالث)          |
| 6      | 25 نوفمبر 2017    | 11.3٪ (الثاني)    | 11.0٪ (الثاني)    | 15.1٪ (الثاني)          | 14.9٪ (الثاني)          |
| 7      | 2 ديسمبر 2017     | 9.1٪ (السادس)     | 9.1٪ (الخامس)     | 11.1٪ (الرابع)          | 11.4٪ (الرابع)          |
| 8      | 2 ديسمبر 2017     | 12.0٪ (الثالث)    | 12.5٪ (الثاني)    | 15.3٪ (الثاني)          | 15.6٪ (الثاني)          |
| 9      | 9 ديسمبر 2017     | 10.5٪ (السادس)    | 9.9٪ (الرابع)     | 11.2٪ (الخامس)          | 10.7٪ (الخامس)          |
| 10     | 9 ديسمبر 2017     | 14.8٪ (الثاني)    | 14.5٪ (الثاني)    | 16.7٪ (الثاني)          | 16.6٪ (الثاني)          |
| 11     | 16 ديسمبر 2017    | 10.9٪ (الرابع)    | 10.8٪ (الخامس)    | 11.7٪ (الرابع)          | 11.6٪ (الرابع)          |
| 12     | 16 ديسمبر 2017    | 14.9٪ (الثاني)    | 14.7٪ (الثاني)    | 17.2٪ (الثاني)          | 17.0٪ (الثاني)          |
| 13     | 23 ديسمبر 2017    | 11.2٪ (الرابع)    | 11.0٪ (الرابع)    | 12.1٪ (الثالث)          | 11.7٪ (الثالث)          |
| 14     | 23 ديسمبر 2017    | 14.1٪ (الثاني)    | 13.9٪ (الثاني)    | 16.5٪ (الثاني)          | 15.4٪ (الثاني)          |
| 15     | 6 يناير 2018      | 13.4٪ (الرابع)    | 13.2٪             | 15.5٪ (الثالث)          | 15.7٪ (الثالث)          |
| 16     | 6 يناير 2018      | 15.9٪ (الثاني)    | 15.8٪             | 18.5٪ (الثاني)          | 18.5٪ (الثاني)          |
| 17     | 13 يناير 2018     | 13.5٪ (الثالث)    | 13.1٪             | 14.9٪ (الثالث)          | 14.5٪ (الثالث)          |
| 18     | 13 يناير 2018     | 16.5٪ (الثاني)    | 16.1٪             | 18.8٪ (الثاني)          | 18.4٪ (الثاني)          |
| 19     | 20 يناير 2018     | 14.2٪ (الثالث)    | 13.9٪             | 17.0٪ (الثالث)          | 17.1٪ (الثالث)          |
| 20     | 20 يناير 2018     | 16.4٪ (الثاني)    | 16.3٪             | 20.7٪ (الثاني)          | 20.6٪ (الثاني)          |
| 21     | 27 يناير 2018     | 15.5٪ (الثالث)    | 14.7٪             | 18.3٪ (الثالث)          | 19.1٪ (الثالث)          |
| 22     | 27 يناير 2018     | 19.1٪ (الثاني)    | 18.9٪ (الثاني)    | 22.8٪ (الثاني)          | 23.0٪ (الثاني)          |
| 23     | 3 فبراير 2018     | 16.0٪ (الثالث)    | 15.8٪ (الثاني)    | 18.0٪ (الثالث)          | 18.2٪ (الثالث)          |
| 24     | 3 فبراير 2018     | 21.1٪ (الثاني)    | 20.8٪ (الثاني)    | 23.9٪ (الثاني)          | 24.0٪ (الثاني)          |

## روابط خارجية
- الموقع الرسمي
 (بالكورية)
- زهرة المال على موقع IMDb (الإنجليزية)
- زهرة المال على موقع قاعدة بيانات الفيلم (الإنجليزية)
- زهرة المال على هانسينما